# Kosmos 458
O Kosmos 458 (em russo: Космос 458) também denominado DS-P1-Yu Nº 48, foi um satélite artificial soviético lançado ao espaço com sucesso no dia 29 de novembro de 1971 através de um foguete Kosmos-2I a partir do Cosmódromo de Plesetsk.

## Características
O Kosmos 458 foi o quadragésimo oitavo membro da série de satélites DS-P1-Yu e o quadragésimo terceiro lançado com sucesso após o fracasso dos lançamentos do segundo, do vigésimo terceiro, do trigésimo segundo, do quadragésimo e do quadragésimo quarto membros da série. Sua missão era auxiliar sistemas antissatélites e antimíssil soviéticos.
O Kosmos 458 foi injetado em uma órbita inicial de 523 km de apogeu e 281 km de perigeu, com uma inclinação orbital de 71 graus e um período de 92,2 minutos. Reentrou na atmosfera terrestre em 20 de abril de 1972.